# Francisco I. Madero kommun, Coahuila
Francisco I. Madero är en kommun i Mexiko.   Den ligger i delstaten Coahuila, i den centrala delen av landet, 800 km nordväst om huvudstaden Mexico City. Antalet invånare är 51 528. Arean är 4 934 kvadratkilometer.
Terrängen i Francisco I. Madero är varierad.
Följande samhällen finns i Francisco I. Madero:
- Seis de Octubre
- El Porvenir
- Jaboncillo
- Alamito
- San José de la Niña
- San Agustín de Ulúa
- Dieciocho de Marzo
- Yucatán
- El Venado
- San Isidro